# Skelby Sogn (Næstved Kommune)
 For alternative betydninger, se Skelby Sogn. (Se også artikler, som begynder med Skelby Sogn)
Skelby Sogn er et sogn i Næstved Provsti (Roskilde Stift).
Skelby Sogn hørte til Tybjerg Herred i Præstø Amt. Gunderslev Sogn fra Øster Flakkebjerg Herred i Sorø Amt havde siden 1649 været anneks til Skelby Sogn. Begge sogne dannede deres egen sognekommune. Ved kommunalreformen i 1970 blev Skelby indlemmet i Suså Kommune, og Gunderslev blev indlemmet i Fuglebjerg Kommune. Begge disse storkommuner indgik ved strukturreformen i 2007 i Næstved Kommune.
I Skelby Sogn findes Skelby Kirke
I sognet findes følgende autoriserede stednavne:
- Kagstrup (bebyggelse, ejerlav)
- Nåby (bebyggelse, ejerlav)
- Skelby (bebyggelse, ejerlav)
- Trælløse (bebyggelse, ejerlav)
- Ulstrup (bebyggelse, ejerlav)